# Kościół św. Mikołaja w Brzozowej
Kościół św. Mikołaja w Brzozowej – drewniany rzymskokatolicki kościół parafialny pw. św. Mikołaja, zbudowany w 1 połowie XVI w., znajdujący się w miejscowości Brzozowa.
Kościół włączono do małopolskiego Szlaku Architektury Drewnianej. 

## Historia
Kościół z Brzozowej pochodzi z 1 połowy XVI w. Był kilkakrotnie przebudowywany i odnawiany: w latach 1665–78; w latach 1835–50, gdy dostawiono wieżę; w 1960 restauracja polichromii przez Antoniego Potępę oraz w latach 90. XX w. gruntowny remont. W 2013 odkryto starą polichromię z XVII w.

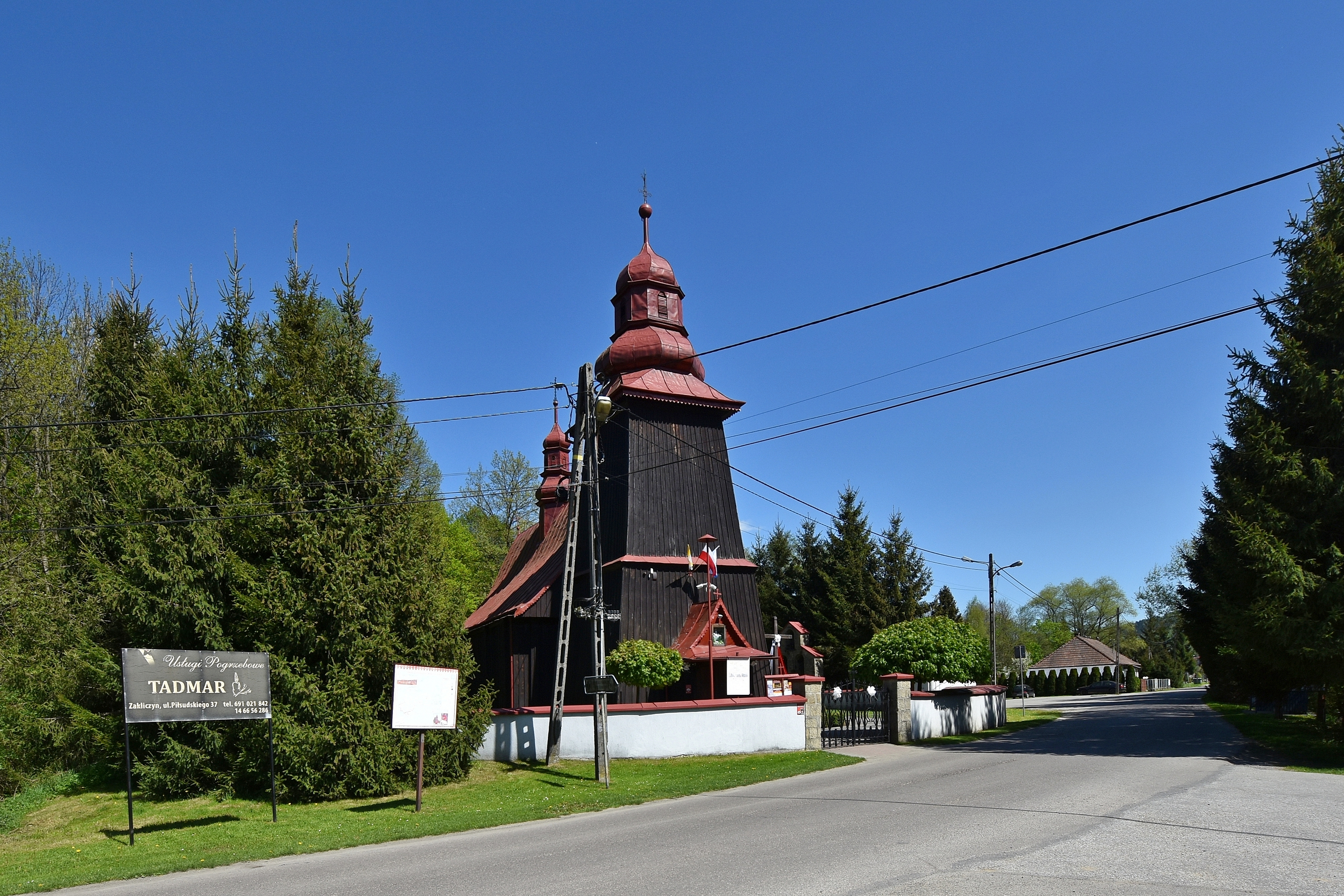
Elewacja frontowa
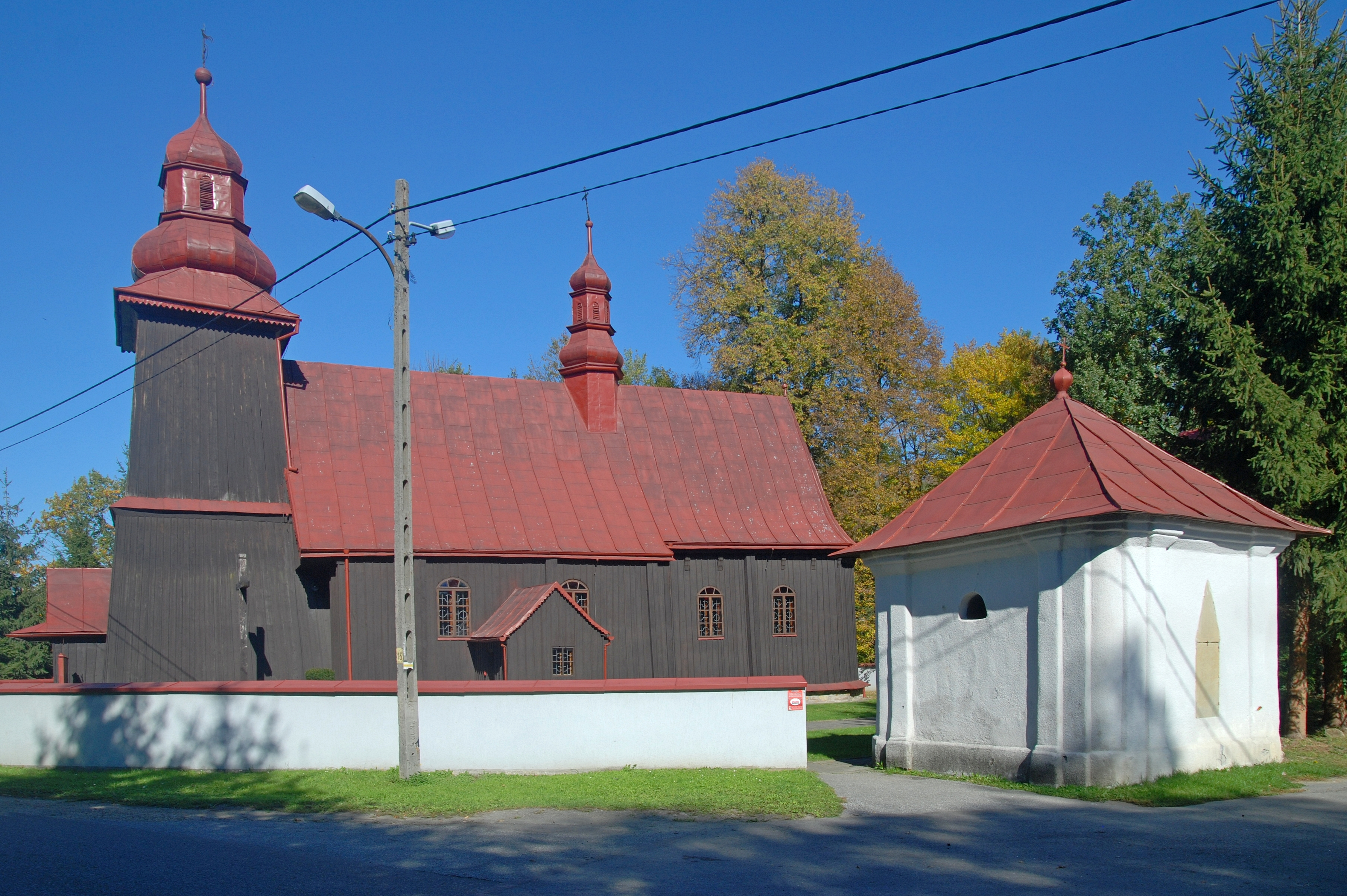
Elewacja boczna
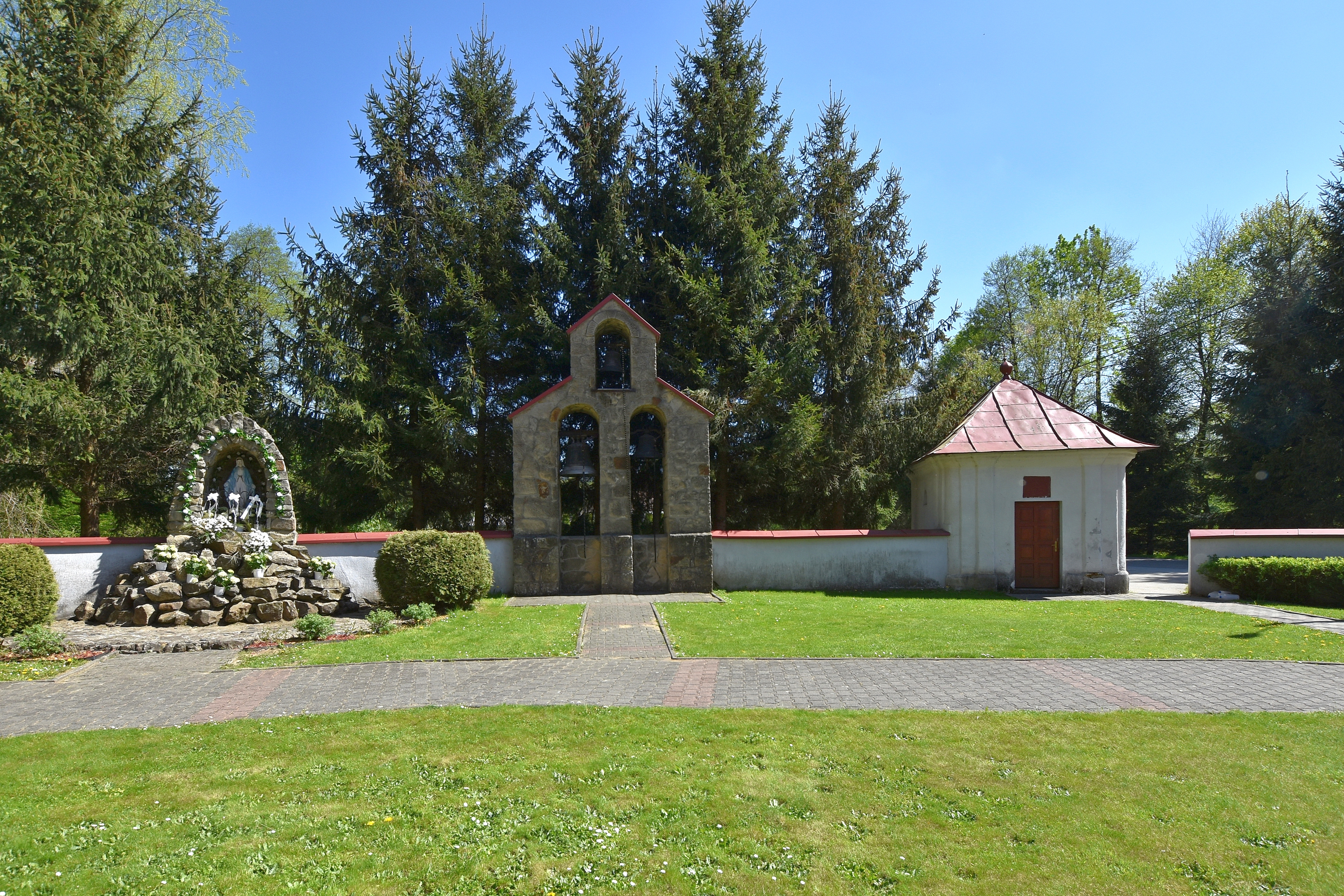
Dzwonnica

## Architektura i wyposażenie
Kościół to budowla drewniana, konstrukcji zrębowej, orientowany. Prezbiterium węższe od nawy, zamknięte trójbocznie z prostokątną zakrystią od północy. Przy nawie kwadratowa wieża konstrukcji słupowo–ramowej i ścianach zwężających się ku górze z przedsionkiem w przyziemiu. Przedzielona okapem na dwie kondygnacje, nakryta baniastym hełmem z latarnią. Dach jednokalenicowy z wieżyczką na sygnaturkę nad nawą, kryty blachą.
Wnętrze nakryte stropami płaskimi, w nawie z zaskrzynieniami wspartymi na słupach. Ściany i stropy pokrywa iluzjonistyczna polichromia z XIX w. Chór muzyczny wsparty na dwóch kolumnach. Główne wyposażenie kościoła pochodzi z XVIII w. W ołtarzu głównym obraz Matki Bożej Szkaplerznej; na ścianie nawy ciekawy obraz patrona św. Mikołaja z trzema uratowanymi przezeń młodzieńcami w cebrzyku; w kruchcie pod wieżą obraz św. Tekli. Organy 7-głosowe z 1978, ambona z obrazem Chrystusa Dobrego Pasterza, drewniana chrzcielnica i trzy krucyfiksy to pozostałe wyposażenie.

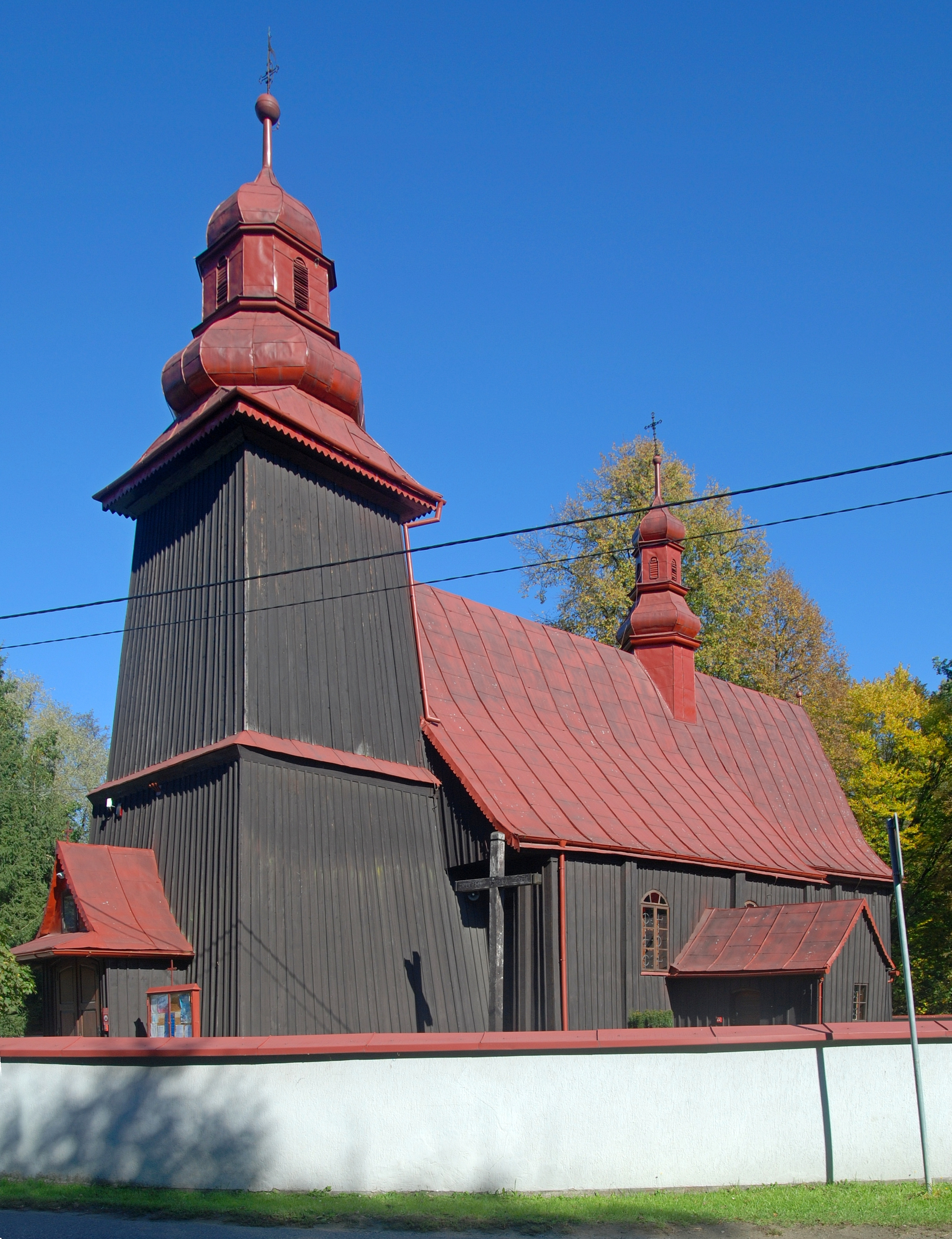
Elewacja boczna
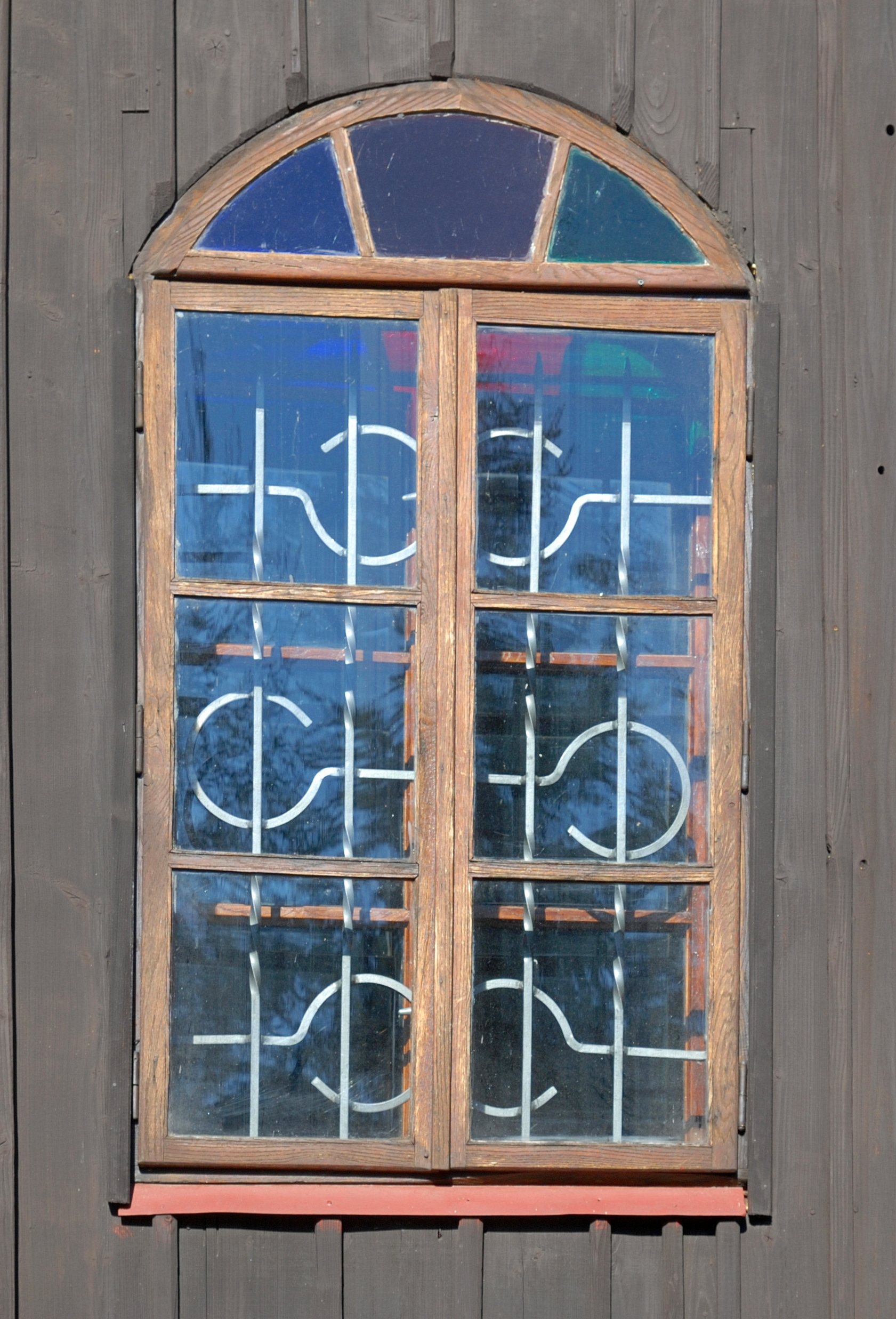
Okno
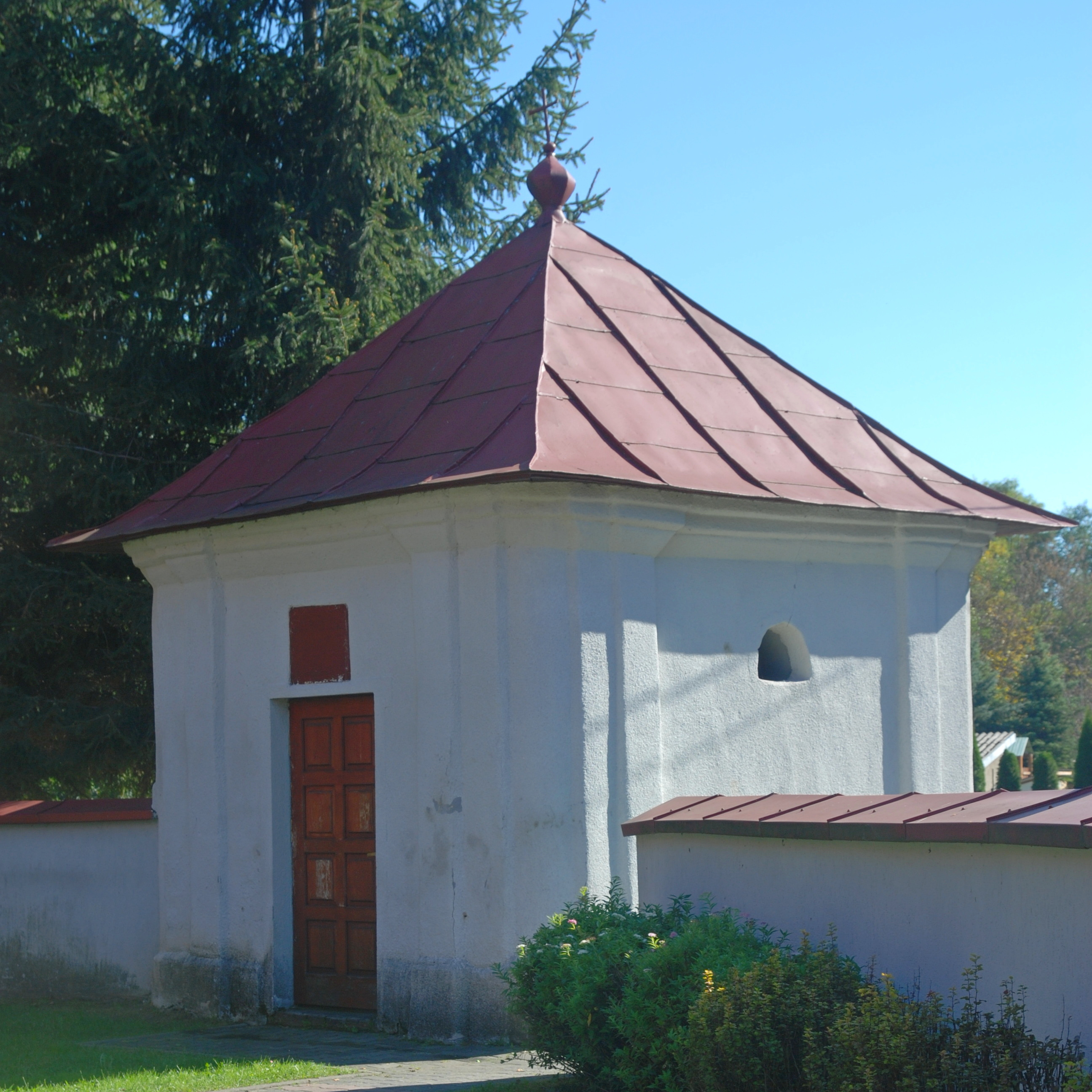
Ogrodzenie

## Otoczenie
Obok wolnostojąca murowana arkadowa dzwonnica, z trzema dzwonami z 1924, 1957 i 1965. Całość otoczona ogrodzeniem z otynkowanego kamiennego muru.